# سارة غراتون
سارة غراتون (بالإنجليزية: Sarah Gratton)‏ هي كاتِبة بريطانية، ولدت في 1966 في كامبريدج في المملكة المتحدة.

## وصلات خارجية
- سارة غراتون على موقع IMDb (الإنجليزية)